# Maria Königin (Tarmstedt)

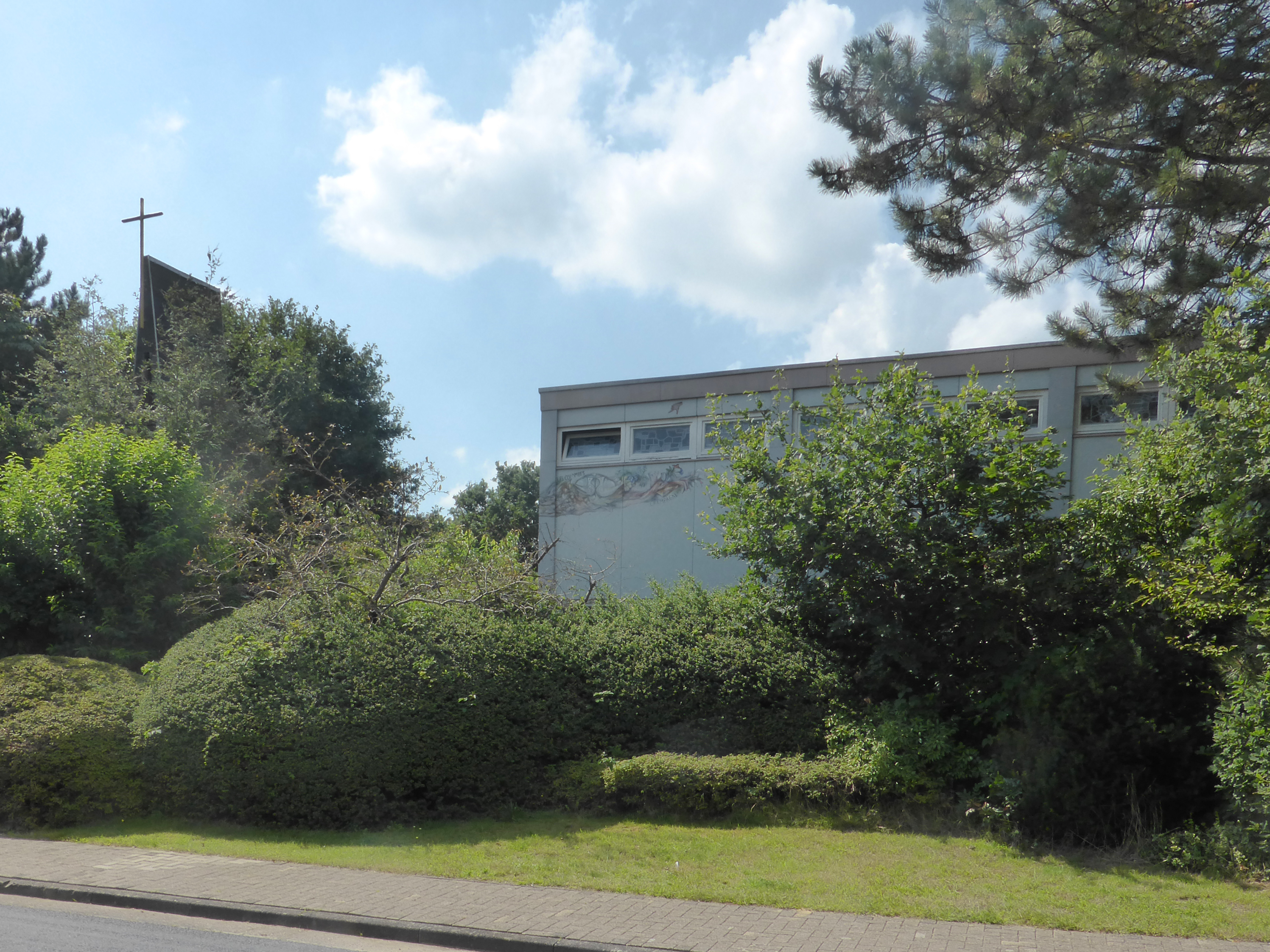
Ehemalige Maria-Königin-Kirche (2023)

Die Kirche Maria Königin war die katholische Kirche in Tarmstedt, einer Gemeinde im Landkreis Rotenburg (Wümme) in Niedersachsen. Die nach dem Marientitel Maria Königin benannte Kirche gehörte zuletzt zur Pfarrgemeinde Christ König in Zeven, im damaligen Dekanat Stade des Bistums Hildesheim.

## Geschichte
Zunächst wurde die katholische Kapelle an der Timke-Kaserne, die im rund drei Kilometer entfernten Nachbarort Westertimke lag, auch für Gottesdienste der zivilen Kirchengemeinde genutzt. Die Kapelle trug bereits das Patrozinium Maria Königin und wurde inzwischen abgerissen. Die Buntglasfenster der Kapelle wurden in der neuen Tarmstedter Kirche weiterverwendet. Heute befindet sich auf dem Areal der 1993/94 geschlossenen Kaserne das Gewerbegebiet Timke-Park.
1977 erfolgte die Grundsteinlegung für die Kirche in Tarmstedt, die am 8. April 1978 durch Weihbischof Heinrich Pachowiak ihre Benediktion erhielt.
Am 25. September 1996 fand in der Kirche der letzte Gottesdienst statt. Nach der Profanierung wurde das Kirchengebäude an Privat verkauft und dient heute als Wohnung und Atelier.
Heute ist das nächstgelegene katholische Gotteshaus die Kapelle Maria Frieden im rund 14 Kilometer entfernten Worpswede. Die Katholiken in Tarmstedt gehören heute jedoch zur Pfarrgemeinde Corpus Christi in Rotenburg (Wümme), näher an Tarmstedt liegt deren Filialkirche Christ König in Zeven.

## Architektur und Ausstattung
Das als Fertigteilkirche erbaute Gotteshaus stand auf dem Grundstück Zum Steenshoop 1, an der Ecke zur Straße Im Ortfeld, in knapp 27 Meter Höhe über dem Meeresspiegel. Die Kirche verfügte über einen freistehenden spitzen Turm, der von einem Kreuz bekrönt war.